# Одаени (Арђеш)
Одаени (рум. Odăeni) насеље је у Румунији у округу Арђеш у општини Сусени. Oпштина се налази на надморској висини од 242 m.

## Становништво
Према подацима из 2002. године у насељу је живело 457 становника, од којих су сви румунске националности.